# 20세기 소녀
"20세기 소녀"(영어: 20th Century Girl)는 2022년 공개된 대한민국의 로맨스 영화로, 방우리가 감독을 맡았다.

### 기획의도
어느 겨울 도착한 비디오 테이프에 담긴 1999년의 기억, 17세 소녀 '보라'가 절친 '연두'의 첫사랑을 이루어주기 위해 사랑의 큐피트를 자처하며 벌어지는 첫사랑 관찰 로맨스

## 등장인물
- 김유정 : 나보라 역
  - 한효주 : 성인 나보라 역

- 변우석 : 풍운호 역

- 박정우 : 백현진 역

- 노윤서 : 연두 역

## 보라 주변인물
- 김성경 : 보라 母 역

- 정석용 : 보라 父 역

- 이천무 : 보라 동생 역

## 특별출연
- 이범수 : 학주 역
- 박해준 : 양호 선생님 역
- 공명 : 소개팅 남(정운호) 역
- 옹성우 : 조셉 역